# Lonjin
Lonjin (izvirno srbsko Лоњин) je naselje v Srbiji, ki upravno spada pod Občino Ljubovija; slednja pa je del Mačvanskega upravnega okraja.

## Demografija
V naselju živi 257 polnoletnih prebivalcev, pri čemer je njihova povprečna starost 36,8 let (35,1 pri moških in 38,4 pri ženskah). Naselje ima 105 gospodinjstev, pri čemer je povprečno število članov na gospodinjstvo 3,21.
To naselje je, glede na rezultate popisa iz leta 2002, večinoma srbsko.
|  |

| Demografija | Demografija     | Demografija     |
| Leto        | Št. prebivalcev | Št. prebivalcev |
| ----------- | --------------- | --------------- |
|             |                 |                 |
|             |                 |                 |
|             |                 |                 |
|             |                 |                 |
| 1948        | 341             |                 |
| 1953        | 349             |                 |
| 1961        | 334             |                 |
| 1971        | 301             |                 |
| 1981        | 286             |                 |
| 1991        | 388             | 383             |
| 2002        | 348             | 337             |
|             |                 |                 |

| Etnična sestava po popisu iz leta 2002 | Etnična sestava po popisu iz leta 2002 | Etnična sestava po popisu iz leta 2002 | Etnična sestava po popisu iz leta 2002 | Etnična sestava po popisu iz leta 2002 |
| -------------------------------------- | -------------------------------------- | -------------------------------------- | -------------------------------------- | -------------------------------------- |
| Srbi                                   | Srbi                                   |                                        | 334                                    | 99,10%                                 |
| Neznano                                | Neznano                                |                                        | 0                                      | 0,0%                                   |